# Luidum
Luidum of Ludum is een voormalige buurtschap in de gemeente Harlingen, in de Nederlandse provincie Friesland. De plaats lag net ten westen van Achlum ten zuiden van de Achlumervaart. Van de buurtschap is niets meer terug te zien in het landschap.
In het gebied liggen twee boerderijen met de naam Klein- en Groot-Luidum. Ten noordwesten ligt een gemaal en een brug, beide met de naam Atjetille. Bij Atjetille staan enkele huizen.

## Geschiedenis
De plaats is ontstaan op een terp, een opgeworpen heuvel in het landschap. Deze Ludumerterp dateert uit het midden van de IJzertijd. In de terp werden aardewerkvondsten gedaan uit de periode van 600 tot 400 jaar voor het begin van de christelijke jaartelling. De terp werd lange tijd bewoond, en was in de middeleeuwen eigendom van het klooster Ludingakerke. De boerderij Groot-Ludum was eveneens eigendom van het klooster.
Net als veel van de terpen in Friesland in de 19e en begin 20ste eeuw werd de Ludumerterp voor een deel afgraven voor commerciële doeleinden. De terp is nog slechts lichtelijk herkenbaar in het landschap. Na 1950 wordt de terp niet meer op kaarten aangeven.
De oudste vermelding van de plaats stamt uit 1433 met varianten als Lonia ald gae, Lijonija en Lijoniaghae. In 1511 werd de plaats vermeld als Ludum, in 1546 als Luijdum en in de 17e eeuw als Luydum Buyrte, waarschijnlijk om de plaats als een buurtschap aan te duiden. Rond 1700 wordt de plaats aangegeven als Luidum. In 1840 bij de volkstelling wordt de plaats vermeld als Luedum en in 1853 als Leidum, maar dat is waarschijnlijk een misspelling. De plaatsnaam is mogelijk net als de buurtschap Ludinga(kerke) afkomstig van de familienaam Ludinga. De oorspronkelijke uitgang 'ga' is later vervangen door 'um' (heem), woonplaats.
Luidum behoorde net als IJslumburen van oorsprong bij Achlum. De Nieuwe encyclopedie van Fryslân uit 2016 duidde Luidum als een van de buurtschappen van Achlum. Bij een gemeentelijke grenscorrectie in de tweede helft van de twintigste eeuw lag het gebied van de voormalige plaats in de gemeente Harlingen.
Stad en dorpen: Harlingen · Midlum · Wijnaldum

Buurtschappen: Atjetille ·De Blijnse · IJslumburen · Kiesterzijl (klein deel) · Koetille · Koningsbuurt · Roptazijl (deels) · Saltryp · Voorrijp

Voormalige buurtschappen: Almenum · Luidum · Ungabuurt

Friesland: Steden en dorpen      Nederland: Provincies · Gemeenten